# Pakistanische Cricket-Nationalmannschaft in Indien in der Saison 2007/08
Die Tour der pakistanischen Cricket-Nationalmannschaft nach Indien in der Saison 2007/08 fand vom 6. November bis zum 12. Dezember 2007 statt. Die internationale Cricket-Tour war Bestandteil der Internationalen Cricket-Saison 2007/08 und umfasste drei Tests, fünf ODIs. Indien gewann die Test-Serie 1–0 und die ODI-Serie 3–2.

## Vorgeschichte
Indien bestritt zuvor eine Tour gegen Australien, für Pakistan war es die erste Tour der Saison. Das letzte Aufeinandertreffen der beiden Mannschaften bei einer Tour fand in der Saison 2005/06 in Pakistan statt.
Indien benannte vor den Test mit Anil Kumble einen neuen Test-Kapitän. Da Mahendra Singh Dhoni der ODI-Kapitän war, war es das erste Mal, dass Indien separate Mannschaftskapitäne für die Test- und die ODI-Mannschaft hatte.

## Stadien
Für die Tour wurden folgende Stadien als Austragungsorte vorgesehen und am 12. Juni 2007 bekanntgegeben.
| Stadion                            | Stadt     | Kapazität | Spiele  |
| ---------------------------------- | --------- | --------- | ------- |
| M. Chinnaswamy Stadium             | Bengaluru | 42.000    | 3. Test |
| Feroz Shah Kotla                   | Delhi     | 48.000    | 1. Test |
| Nehru Stadium                      | Guwahati  | 15.000    | 1. ODI  |
| Captain Roop Singh Stadium         | Gwalior   | 18.000    | 4. ODI  |
| Sawai Mansingh Stadium             | Jaipur    | 23.185    | 5. ODI  |
| Green Park Stadium                 | Kanpur    | 33.000    | 3. ODI  |
| Eden Gardens                       | Kolkata   | 82.000    | 2. Test |
| Punjab Cricket Association Stadium | Mohali    | 35.000    | 2. ODI  |

## Kaderlisten
Pakistan benannte seinen ODI-Kader am 26. Oktober und seinen Test-Kader am 16. November 2007.
Indien benannte seinen ODI-Kader am 27. Oktober und seinen Test-Kader am 14. November 2007.
| Test | Test | ODI | ODI |
| Indien | Pakistan | Indien | Pakistan |
| --- | --- | --- | --- |
| - Anil Kumble (K) - Mahendra Singh Dhoni (wk) - Rahul Dravid - Gautam Gambhir - Sourav Ganguly - Wasim Jaffer - Dinesh Karthik (wk) - Murali Kartik - Zaheer Khan - V. V. S. Laxman - Munaf Patel - Ishant Sharma - Harbhajan Singh - R. P. Singh - Vikram Singh - Yuvraj Singh - Sachin Tendulkar | - Shoaib Malik (K) - Abdur Rehman - Danish Kaneria - Faisal Iqbal - Iftikhar Anjum - Kamran Akmal (wk) - Misbah-ul-Haq - Mohammad Sami - Mohammad Yousuf - Rao Iftikhar - Salman Butt - Sarfraz Ahmed (wk) - Shoaib Akhtar - Sohail Tanvir - Umar Gul - Yasir Arafat - Yasir Hameed | - Mahendra Singh Dhoni (K & wk) - Gautam Gambhir - Sourav Ganguly - Murali Kartik - Zaheer Khan - Praveen Kumar - Irfan Pathan - Virender Sehwag - Rohit Sharma - Harbhajan Singh - R. P. Singh - Yuvraj Singh - Shanthakumaran Sreesanth - Sachin Tendulkar - Robin Uthappa - Mohammad Yousuf | - Shoaib Malik (K) - Abdur Rehman - Fawad Alam - Iftikhar Anjum - Imran Nazir - Kamran Akmal (wk) - Misbah-ul-Haq - Mohammad Asif - Mohammad Yousuf - Salman Butt - Shahid Afridi - Shoaib Akhtar - Sohail Tanvir - Umar Gul - Yasir Hameed - Younis Khan |

## One-Day Internationals

### Erstes ODI in Guwahati
| 5. November Scorecard | Guwahati | Pakistan 239-7 (50)          | – | Indien 242-5 (47) |
|                       |          | Indien gewinnt mit 5 Wickets |   |                   |

### Zweites ODI in Mohali
| 8. November Scorecard | Mohali | Indien 321-9 (50)              | – | Pakistan 322-6 (49.5) |
|                       |        | Pakistan gewinnt mit 4 Wickets |   |                       |

Beide Mannschaften wurde auf Grund von zu langsamer Spielweise mit einer Geldstrafe belegt.

### Drittes ODI in Kanpur
| 11. November Scorecard | Kanpur | Indien 294-6 (50)          | – | Pakistan 248 (47.2) |
|                        |        | Indien gewinnt mit 46 Runs |   |                     |

### Viertes ODI in Gwalior
| 15. November Scorecard | Gwalior | Pakistan 255-6 (50)          | – | Indien 260-4 (46.3) |
|                        |         | Indien gewinnt mit 6 Wickets |   |                     |

### Fünftes ODI in Jaipur
| 18. November Scorecard | Jaipur | Pakistan 306-6 (50)          | – | Indien 275 (49.5) |
|                        |        | Pakistan gewinnt mit 31 Runs |   |                   |

## Tests

### Erster Test in Delhi
| 22. – 26. November Scorecard | Delhi | Pakistan 231 (96.2) & 247 (83.1) | – | Indien 276 (78.4) & 203-4 (61.1) |
|                              |       | Indien gewinnt mit 6 Wickets     |   |                                  |

### Zweiter Test in Kolkata
| 30. November – 4. Dezember Scorecard | Kolkata | Indien 666-5d (152.5) & 184-4d (42.4) | – | Pakistan 456 (151.1) & 214-4 (77) |
|                                      |         | Remis                                 |   |                                   |

### Dritter Test in Bengaluru
| 8. – 12. Dezember Scorecard | Bengaluru | Indien 666 (150.2) & 284-6d (76.3) | – | Pakistan 537 (168.1) & 162-7 (36) |
|                             |           | Remis                              |   |                                   |

## Statistiken
Die folgenden Cricketstatistiken wurden bei dieser Tour erzielt.
| Tests           | Tests      | Tests   | Tests   | Tests   | Tests   | Tests   | Tests   | Tests   |
| Batting         | Batting    | Batting | Batting | Batting | Batting | Batting | Batting | Batting |
| Spieler         | Mannschaft | Spiele  | Innings | Runs    | Average | HS      | 100s    | 50s     |
| --------------- | ---------- | ------- | ------- | ------- | ------- | ------- | ------- | ------- |
| Sourav Ganguly  | Indien     | 3       | 6       | 534     | 89,00   | 239     | 2       | 1       |
| Misbah-ul-Haq   | Pakistan   | 3       | 6       | 464     | 116,00  | 161*    | 2       | 1       |
| Wasim Jaffer    | Indien     | 3       | 6       | 378     | 63,00   | 202     | 1       | 2       |
| Younis Khan     | Pakistan   | 3       | 6       | 260     | 52,00   | 107*    | 1       | 1       |
| Kamran Akmal    | Pakistan   | 3       | 6       | 249     | 41,50   | 119     | 1       | 1       |
| Bowling         |            |         |         |         |         |         |         |         |
| Spieler         | Mannschaft | Spiele  | Overs   | Wickets | Average | BBI     | 5W      | 10W     |
| Anil Kumble     | Indien     | 3       | 178.3   | 18      | 26,50   | 5/60    | 1       | 0       |
| Danish Kaneria  | Pakistan   | 3       | 175     | 12      | 52,33   | 4/59    | 0       | 0       |
| Harbhajan Singh | Indien     | 3       | 152.5   | 10      | 44,10   | 5/122   | 1       | 0       |
| Shoaib Akhtar   | Pakistan   | 3       | 97.5    | 9       | 33,11   | 4/58    | 0       | 0       |
| Yasir Arafat    | Pakistan   | 1       | 52.3    | 7       | 30,00   | 5/161   | 1       | 0       |

| ODIs             | ODIs       | ODIs    | ODIs    | ODIs    | ODIs    | ODIs    | ODIs    | ODIs    |
| Batting          | Batting    | Batting | Batting | Batting | Batting | Batting | Batting | Batting |
| Spieler          | Mannschaft | Spiele  | Innings | Runs    | Average | HS      | 100s    | 50s     |
| ---------------- | ---------- | ------- | ------- | ------- | ------- | ------- | ------- | ------- |
| Mohammad Yousuf  | Pakistan   | 5       | 5       | 283     | 94,33   | 99*     | 0       | 3       |
| Yuvraj Singh     | Indien     | 5       | 5       | 272     | 68,00   | 77      | 0       | 4       |
| Sachin Tendulkar | Indien     | 5       | 5       | 259     | 51,80   | 99      | 0       | 2       |
| Salman Butt      | Pakistan   | 5       | 5       | 252     | 50,40   | 129     | 1       | 1       |
| Younis Khan      | Pakistan   | 4       | 4       | 231     | 57,75   | 117     | 1       | 1       |
| Bowling          |            |         |         |         |         |         |         |         |
| Spieler          | Mannschaft | Spiele  | Overs   | Wickets | Average | BBI     | 5W      | 10W     |
| Sohail Tanvir    | Pakistan   | 4       | 36.5    | 8       | 22,25   | 4/53    | 0       | 0       |
| Shoaib Akhtar    | Pakistan   | 4       | 38      | 7       | 26,28   | 3/42    | 0       | 0       |
| RP Singh         | Indien     | 4       | 36      | 6       | 36,00   | 3/62    | 0       | 0       |
| Zaheer Khan      | Indien     | 4       | 36.2    | 5       | 37,00   | 2/40    | 0       | 0       |
| Umar Gul         | Pakistan   | 5       | 45      | 5       | 48,60   | 2/56    | 0       | 0       |
| Irfan Pathan     | Indien     | 5       | 47.5    | 5       | 54,00   | 1/45    | 0       | 0       |

## Player of the Series
Als Player of the Series wurden die folgenden Spieler ausgezeichnet.
| Serie | Player of the Series |
| ----- | -------------------- |
| Test  | Sourav Ganguly       |
| ODI   | Yuvraj Singh         |

### Player of the Match
Als Player of the Match wurden die folgenden Spieler ausgezeichnet.
| Spiel   | Player of the Match |
| ------- | ------------------- |
| 1. Test | Anil Kumble         |
| 2. Test | Wasim Jaffer        |
| 3. Test | Sourav Ganguly      |
| 1. ODI  | MS Dhoni            |
| 2. ODI  | Younis Khan         |
| 3. ODI  | Yuvraj Singh        |
| 4. ODI  | Sachin Tendulkar    |
| 5. ODI  | Shoaib Malik        |